# Gunfiauns Kapelle
Die Ruine von Gunfiauns Kapelle liegt etwa drei Kilometer südlich der Kirche von Ardre auf der schwedischen Ostseeinsel Gotland. Sie scheint nie als Gemeindekirche gedient zu haben und wird daher nicht zu den „Ödekyrkor“ gezählt. Es ist sogar ungewiss, ob das Bauwerk überhaupt fertiggestellt wurde. Die Ruine wird im Sommer zu Freiluftgottesdiensten benutzt. 

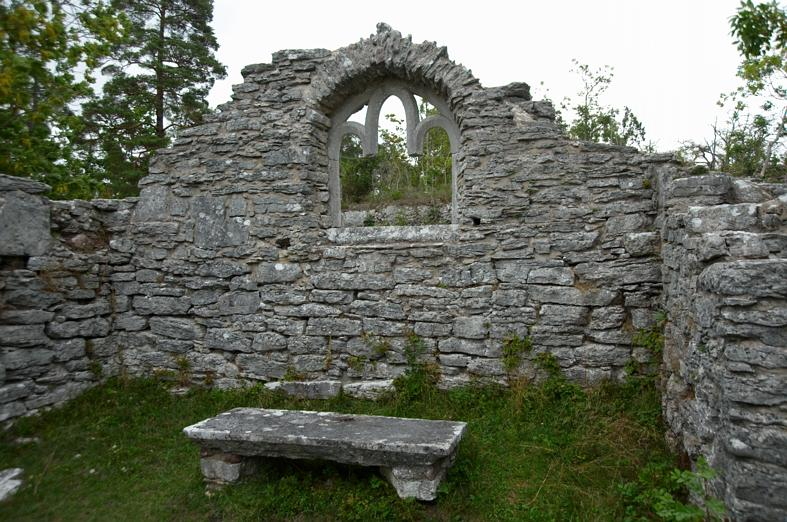
Gunfiauns Kapelle

## Beschreibung
Die Ruine der Kapelle besteht aus einem rechteckigen Bau, der in seinem östlichen Teil einen beinahe quadratischen Chor einschloss. Am besten erhalten ist die Ostwand des Chores mit dem dreigeteilten Fenster. 
Die nördlichen und südlichen Mauern sind bedeutend niedriger als ursprünglich. Stellenweise, besonders bei den Portalöffnungen und Fenstern, sind sie ganz zusammengefallen. Nach der Gestaltung des östlichen Fensters und einiger Portaldetails zu urteilen, dürfte die Kapelle Mitte des 14. Jahrhunderts errichtet worden sein. 
Im Jahre 1948 wurden an der Kapelle umfassende Reparatur- und Konservierungsarbeiten durchgeführt. Sie war mit Bäumen und Sträuchern überwachsen, die das Mauerwerk zu zerstören drohten. Die Mauem wurden an den erforderlichen Stellen ausgebessert und nivelliert. Die Mauerkrone wurde mit Grassoden abgedeckt. Der untere Teil der Triumphbogenmauer und die beiden Seitenaltäre wurden rekonstruiert. Am Platz des Hauptaltares im Chor wurde die mittelalterliche Altarplatte auf zwei Steinplinthen aufgelegt.

## Legende
Einer Legende zufolge soll die Kapelle zur Erinnerung an den Sohn des gotländischen Häuptlings Hafder Gunfiaun errichtet worden sein, der aus Ardre stammte. Ein Gunfiaun war laut Gutasaga der Herrscher über das südliche Drittel der Insel, in dem die Kapelle jedoch nicht liegt. Gunfiaun war ein heiliger Mann, der durch eine Kapelle bei seinem Grab geehrt werden sollte. 
Ebenso wahrscheinlich ist, dass das Gebäude zum Abhalten des Gottesdienstes in der Nähe des mittelalterlichen Marktes erbaut worden ist, den man unmittelbar östlich der Ruine auf Kopungsklint vermutet. 